# مختزلة النتريت
مختزلة النتريت  (ريدوكتاز النتريت) هو إنزيم يسهم في عملية اختزال النتريت. يصنف ها الإنزيم ضمن إنزيمات أكسدة-اختزال، وله دور مهم في عملية تثبيت النتروجين في النباتات.
يمكن أن تكون بنية هذا الإنزيم معتمدة على وجود الحديد أو النحاس فيها، حيث تقوم الأخيرة بإجراء عملية انتقال إلكتروني وحيدة لتعطي أكسيد النتريك.

## اقرأ أيضاً
- إنزيم أكسدة-اختزال
- مختزلة الثيوريدوكسين
- نترات ريدوكتاز